# Steyr-Opel
 (juillet 2024).
La Steyr-Opel est un modèle de petite automobile familiale routière du constructeur autrichien Steyr-Daimler-Puch, qui n’a été produite qu’en 1932. Les pièces individuelles ont été fournies par la société Opel et assemblées à Steyr en Autriche.

## Conception
Afin de réaliser un véhicule à bas coût, Steyer a conclu un accord avec Opel à Rüsselsheim pour assembler l’Opel 1,2 L . Comme Steyr fournissait déjà des roulements à billes et des pièces forgées à la société Opel, Steyr a pu négocier un bon contrat de montage. 
Quatre variantes ont été construites sous le nom de Steyr-Opel : une berline, un cabriolet deux places, un cabriolet quatre places et une camionnette de livraison. Le moteur quatre cylindres, découplé avec des éléments en caoutchouc, avait un alésage de 65 mm, une course de 90 mm. La cylindrée était de 1 193 cm3. La puissance maximale de 22 ch a été atteinte à 3 400 tr/min. La boîte de vitesses à trois rapports est boulonnée au moteur. Un arbre à cardan dirige la puissance vers le différentiel de l’essieu arrière. Le rapport de réduction y est de 5,14:1. Le cadre en acier profilé en U avait une épaisseur de 3,5 mm. La direction à vis sans fin a un rapport de réduction de 15,3:1. Le frein à pied agissait mécaniquement sur les quatre roues, tandis que le frein à main agissait sur la transmission. Les pneus avaient la taille 4:00, 18. La capacité de charge du châssis était de 550 kg avec exactement le même poids mort de 550 kg. Le poids à vide de l’ensemble du véhicule était de 787 kg. L’empattement était de 2 286 mm et la longueur totale était de 3 335 mm. La garde au sol était de 200 mm. La largeur du véhicule était de 1 400 mm avec une hauteur de 1 620 mm. Le prix de vente en Autriche de la berline était de 5 480 schillings.